# Батюшкова, Варвара Николаевна
Варвара Николаевна Батюшкова (по мужу Цвиленева; 1852, Российская империя — 12 августа 1894 года, с. Озёрки, Орловская губерния) — русская революционерка, народница.

## Биография
Родилась в богатой семье старинного дворянского рода Батюшковых. Отец — чиновник, действительный статский советник. Рано потеряла мать, воспитывалась мачехой. Внучатая племянница русского поэта К. Н. Батюшкова и государственного, общественного деятеля П. Н. Батюшкова Получила домашнее образование. В 1872 году выехала за границу, для получения высшего образования в Цюрихском университете (Швейцария). Сблизилась с русскими студентками и политэмигрантами. Вошла в кружок «Фричей». В 1873 году вернулась в Россию, бросив учёбу в университете. В Москве вступила в местное отделение организации чайковцев.
В связи с преследованием полицией согласилась на предложение участницы народнического движения и помещицы С. А. Субботиной уехать из Москвы и поработать учительницей в сельской школе в с. Подворгольском (Елецкий уезд Орловская губерния), где находилось имение Субботиных. Вела противоправительственную пропаганду среди крестьян. В сентябре 1874 года арестована и привлечена к дознанию по делу о противоправительственной пропаганде (процесс 193-х) по обвинению в попытке распространения запрещённых книг. Перевезена в московскую тюрьму. По ходатайству родственников освобождена.
По Высочайшему повелению 19 февраля 1876 года дело прекращено.
Оказывала помощь членам Всероссийской социально-революционной организации после ареста его руководителей в апреле 1875 года. Вместе с Н. Цвиленевым, Н. Армфельдт и Л. Ивановым сумела связаться с заключенными товарищами. Летом 1875 года принимала активное участие в попытке освобождения из тюрьмы Тверской полицейской части Н. А. Морозова, однако попытка не удалась, и вскоре Морозова перевезли в Санкт-Петербург.
Арестована на своей квартире в доме Быханова в районе Патриарших прудов вместе с Н. Цвиленевым и Н. Аносовым в Москве вечером 10 августа 1875 года. Содержалась сначала в Сретенской полицейской части, а затем перевезена в Санкт-Петербург в Дом предварительного заключения.
Привлечена к дознанию по делу о противоправительственной пропаганде (Процесс пятидесяти). Предана суду Особого Присутствия Правительствующего Сената 30 ноября 1876 года по обвинению в составлении противозаконного сообщества, участии в нём и в распространении преступных сочинений (Процесс пятидесяти).
Приговорена 14 марта 1877 года к лишению всех прав и к каторжным работам на заводах на 9 лет, замененными по Высочайшему повелению, согласно ходатайству суда, ссылкой на поселение в менее отдаленные места Сибири. В Доме предварительного заключения с разрешения администрации обвенчалась с Николаем Фёдоровичем Цвиленевым.
По Высочайшему повелению 14 августа 1877 года ходатайство её о дозволении жить на поселении вместе с мужем Н. Ф. Цвиленевым удовлетворено. Переведена в Литовский замок, из которого отправлена в Сибирь.
В декабре 1877 года прибыла с мужем в Иркутск и 23 января 1878 года определена на жительство в с. Малышовке, недалеко от Балаганска (Идинская волость, Балаганский округ, Иркутская губерния).
В начале лета 1889 года по манифесту императора Александра III получила разрешение возвратиться в Европейскую Россию с оставлением под негласным надзором, без права проживания в Москве и Санкт-Петербурге.
Выехала 29 июня 1889 года после 12 лет ссылки из Балаганска в Орловскую губернию. Жила с семьёй в родовом имении Цвиленевых в с. Озёрки (Елецкий уезд, Орловская губерния). Принимала активное участие в организации помощи во время голода 1891—1892 годов.
Умерла в имении Озёрки 12 августа 1894 года.

## Семья
- Цвиленев, Николай Фёдорович
- Дочь: Цвиленева Наталья Николаевна — участница революционного движения в 1905—1907 годов.